# Independența Sibiu
Independența Sibiu este o companie producătoare de utilaje pentru metalurgie din România.
A fost înființată în anul 1875 de către maistrul forjor Andreas Rieger, care și-a transformat în 1868 casa în atelier de forje. Fabrica Rieger s-a extins în anul 1898, după ce proprietarul a cumpărat un teren de 30.000 m² pe strada Pulberăriei, unde a construit un nou sediu, după planurile unui birou din Viena. Uzina a fost naționalizată în 1948, numele societății fiind schimbat în „Uzinele Independența”, fiind comasată cu alte intreprinderi, printre care fosta uzină „Virola”, înființată în 1855 de către Friederich Fabritius) și au fost construite secții noi.
În perioada comunistă a fost una dintre cele mai mari intreprinderi producătoare de mașini din România.
În anul 2008, compania s-a divizat în SC. Independența SA, SC. Virola-Independența SA și S.C. Casa Albă-Independența S.A.
Principalul acționar al societății este SIF Transilvania, cu o participație de 52,5%.
Acționari importanți mai sunt trei persoane fizice, Ioan Georgescu, Ion Gheorghe și Constantin Teodorescu, ce dețin cote egale, de 9,4% din acțiuni.
Număr de angajați:
- 2006: 704[4]
- 1997: 4.500[4]
- 1989: 5.000[4]

Cifra de afaceri:
- 2008: 20,3 milioane lei (5,5 milioane euro)[5]
- 2007: 15,8 milioane lei[6]
- 2006: 20,7 milioane lei (6,3 milioane euro)[6][3]